# Grupo MK de Comunicação
O Grupo MK de Comunicação comandado pela família constituída por Yvelise de Oliveira, o senador Arolde de Oliveira e sua filha Marina de Oliveira, é uma empresa brasileira de mídia focada no segmento evangélico com mais de 20 anos, é considerado um dos maiores grupos empresariais do segmento evangélico do Brasil, e possui as seguintes empresas: MK Music, MK Editora, 93 FM, MK Shopping e os portais Pleno News (anteriormente elnet) e Som Gospel.
Suas publicações já foram apontadas como de cunho político e de desinformação.

## Rádio 93 FM
A Rádio 93 FM está entre as quatro emissoras de rádio mais ouvida na cidade do Rio de Janeiro em audiência segmentada (Perfil C). Chegou a ser dirigida por Alberto Brizola, quando este era casado com Marina de Oliveira

## MK Music
A MK Music é considerada a maior gravadora gospel tendo grande influência na história da música gospel brasileira (antiga MK Publicitá), tornou-se o braço forte da empresa através do lançamento de vários cantores gospel cujas músicas tocaram em todo o Brasil, dentre seus principais artistas podemos citar Fernanda Brum, Kleber Lucas, Cassiane, Oficina G3, entre outros. Conta com mais de 400 CDs lançados e venda de mais de 4 milhões de cópias por ano. [carece de fontes?] A MK Music é detentora de grande parte da venda de CDs e DVDs gospel no Brasil.

## Internet
O Grupo MK também possui os portais: Pleno.News, anteriormente Elnet, portal de contéudo jornalístico, MK Shopping, portal de vendas de seus produtos, Som Gospel de portal de músicas o portal de video Music.TV, e a 93 FM, site oficial da Rádio 93 FM, além da Rede 93 site de relacionamento da Rádio.

## MK Editora
Esta editora é a mais nova empreitada do grupo já possuindo 73 títulos lançados, recebeu 3 prêmios Areté. Seu principal produto, a revista Enfoque gospel, é uma revista de variedades voltada para o público cristão, apresenta quase 100 páginas de contéudo. Também foi vencedora do prêmio Areté como melhor periódico em 2003.

## Controvérsias
Segundo pesquisadores ouvidos pela Agência Pública, o Pleno News, do Grupo MK, é um dos sites que mais propaga desinformação no Brasil. Segundo a jornalista Magali Cunha, doutora em ciências da comunicação e integrante do Coletivo Bereia, que trabalha com checagem de fatos sobre publicações de mídias religiosas, o Pleno News é "um dos portais religiosos que mais publica material desinformativo (...) A questão não é fake news apenas, é desinformação. Que confunde, direciona." O site se tornou mais radical quando um dos donos, Arolde de Oliveira, se aproximou de Jair Bolsonaro.
No final de 2017, o Ministério Público Federal no Rio de Janeiro (MPF-RJ) entrou com uma ação civil pública pedindo a anulação da outorga da Rádio Mundo Jovem (93 FM), do Grupo MK de Comunicação, pois a mesma estaria fazendo “autopromoção" Arolde de Oliveira. Com o avanço das investigações, Arolde chamou de "coisa de comunista isso aí (...) perseguições ideológicas, que não têm nenhum fundamento jurídico". Posteriormente, o Pleno.News disponibilizou espaço para dois colunistas, que são políticos investigados no Inquérito das Fake News: Bia Kicis e Carlos Jordy.
Devido a ligação do grupo de mídia com políticos, Arolde foi alvo de protesto do Coletivo Intervozes de Comunicação Social na campanha "Fora Coronéis de Mídia", seguido de um cartaz de "procurado".